# Sayed Mahmood Jalal
Sayed Mahmood Jalal Al Wadaei (arabe : محمود جلال) (né le 5 novembre 1980 à Bahreïn) est un joueur de football international bahreïni, qui évolue au poste de milieu de terrain.

## Biographie

### Carrière en sélection
Avec l'équipe de Bahreïn, il dispute 83 matchs (pour 4 buts inscrits) entre 2000 et 2010. Il figure notamment dans le groupe des sélectionnés lors des Coupe d'Asie des nations de 2004 et de 2007.